# No te muevas (película)
No te muevas es una película Italiana en la que también interviene España y Reino Unido de 2004 dirigida por Sergio Castellitto y escrita por Sergio Castellitto (Novela: Margaret Mazzantini). Está interpretada por Penélope Cruz, Sergio Castellitto, Claudia Gerini, Elena Perino, Marco Giallini, Pietro de Silva, Vittoria Piancastelli, Lina Bernardi, Gianni Musy, Renato Marchetti.
El largometraje se estrenó en Italia en 2004. Posteriormente se presentó en la sección oficial de Premio David de Donatello otorgados por Academia del Cine Italiano donde obtuvo 11 nominaciones y dos premios: Mejor actor (Castellitto) y actriz (Cruz).

## Argumento
Tras sufrir un accidente de moto, una adolescente se debate entre la vida y la muerte en el hospital donde Timoteo, su padre quien ejerce de cirujano. Mientras se efectúa una complicada operación él, que rehúsa intervenir, rememora los hechos que han conducido a que esa hija exista. Pues no estaba en el estrecho horizonte de Timoteo y Elsa tener hijos. ‘Perfecto’ matrimonio burgués en que todo se reduce a rutina y buenas maneras, una avería en el automóvil del doctor cambia las cosas. Obligado a permanecer en una barriada misérrima mientras reparan el coche, Timoteo conoce a Italia, joven de origen albanés que habita en una casa cochambrosa. Ebrio por el vodka con que ha entretenido la espera, y quizá empujado por su propia vida vacía y la sospecha nunca confirmada de la infidelidad de Elsa, viola brutalmente a la pobre chica. Cuando al día siguiente acude a disculparse, vuelve a forzarla, y así inicia una relación de violencia sexual, que le sirve para escapar de su jaula de oro. Aunque puede que escapar de la jaula de oro sea otra cosa.

## Premios y candidaturas

### Premio David de Donatello
- Mejor actor: Sergio Castellitto
- Mejor actriz: Penélope Cruz
- Un total de 11 nominaciones

### Premios del Cine Europeo
- Mejor actriz europea: Penélope Cruz (ganadora)